# Saprosites capitalis
Saprosites capitalis är en skalbaggsart som beskrevs av Leon Fairmaire 1883. Saprosites capitalis ingår i släktet Saprosites och familjen Aphodiidae. Inga underarter finns listade i Catalogue of Life.